# کلیسای بازیلیکای میناس مقدس
کلیسای بازیلیکای میناس مقدس (ارمنی: Ս. Մինաս եռանավ բազիլիկ եկեղեցի) یک بازیلیکا متعلق به کلیسای حواری ارمنی واقع در شهر هاک، استان کاشاتاق جمهوری آرتساخ می‌باشد. ساخت و ساز این ساختمان در سال ۱۶۹۸ میلادی به پایان رسید. این بنا به سبک معماری ارمنی طراحی شده‌است.